# Tillandsia lajensis
Tillandsia lajensis es una especie de planta epífita dentro del género  Tillandsia, perteneciente a la  familia de las bromeliáceas. Es originaria de Colombia donde se encuentra en Nariño.

## Taxonomía
Tillandsia lajensis fue descrita por Édouard-François André y publicado en Enumeration des Bromeliacees Recoltees 7. 1888.
Etimología
Tillandsia: nombre genérico que fue nombrado por Carlos Linneo en 1738 en honor al médico y botánico finlandés Dr. Elias Tillandz (originalmente Tillander) (1640-1693).
lajensis: epíteto
Sinonimia
- Tillandsia ampla Mez & Sodiro
- Tillandsia arcuans L.B.Sm.
- Tillandsia arcuans var. naundorffii Gilmartin	[3][4]